# Tower Bridge
Tower Bridge je kombinacija dvižnega in visečega mostu v Londonu, ki je bil uvrščen na I. stopnjo zaščite in je bil zgrajen med letoma 1886 in 1894. Načrtoval ga je Horace Jones, oblikoval pa John Wolfe Barry s pomočjo Henryja Marca Brunela. Prečka reko Temzo blizu Londonskega Towra in je eden od petih londonskih mostov v lasti in vzdrževanju City Bridge Foundation, dobrodelnega sklada, ustanovljenega leta 1282. Most je bil zgrajen za boljši dostop do East Enda Londona, ki je v 19. stoletju razširil svoj komercialni potencial. Most sta leta 1894 odprla Edvard, valižanski princ in žena Alexandra.
Most je dolg 240 m in je sestavljen iz dveh 65 m mostnih stolpov, ki sta na zgornjem nivoju povezana z dvema vodoravnima prehodoma, in osrednjim parom pregibov, ki se lahko odprejo, da omogočijo ladijski promet. Prvotno na hidravlični pogon, mehanizem delovanja pa je bil leta 1972 spremenjen v elektrohidravlični sistem. Most je del londonske notranje obvoznice in s tem meja londonskega območja zaračunavanja zastojev ter ostaja pomembna prometna pot s 40.000 prehodi vsak dan. Mostna plošča je prosto dostopna tako za vozila kot za pešce, medtem ko so stolpa, hodniki na visoki ravni in viktorijanske strojnice del razstave Tower Bridge.
Tower Bridge je postal prepoznavna znamenitost Londona. Včasih ga zamenjujejo z Londonskim mostom, približno 800 m gorvodno, kar je privedlo do trdovratne urbane legende o Američanu, ki je kupil napačen most.

## Zgodovina

### Začetek
V poznem 19. stoletju se je komercialni razvoj v vzhodnem delu Londona povečal, kar je povzročilo povpraševanje po novem rečnem prehodu dolvodno od Londonskega mostu. Tradicionalnega fiksnega mostu na ravni ulice ni bilo mogoče zgraditi, ker bi prekinil dostop jadrnic do pristaniških objektov v Pool of London med Londonskim mostom in Londonskim Towrom.
Leta 1877 je bil ustanovljen posebni odbor za most ali podzemno železnico, ki mu je predsedoval sir Albert Joseph Altman, da bi našel rešitev. Predloženih je bilo več kot petdeset načrtov, vključno z enim gradbenega inženirja sira Josepha Bazalgetta, ki je bil zavrnjen zaradi pomanjkanja dovolj prostora. Načrt je bil odobren šele leta 1884, ko je bilo odločeno zgraditi dvižni most. Sir John Wolfe Barry je bil imenovan za inženirja, sir Horace Jones pa za arhitekta (ki je bil tudi eden od sodnikov). Leta 1885 je bil sprejet zakon o dovoljenju parlamenta za gradnjo. Določal je, da bo odprtina zagotavljala čisto širino 61 m in višino 41 m. Zasnova je morala biti v gotskem slogu. Gradnjo je financirala City Bridge Foundation, dobrodelna ustanova, ustanovljena leta 1282 za vzdrževanje Londonskega mosta, ki se je kasneje razširila na Tower Bridge, most Blackfriars, most Southwark in Most tisočletja.
Barry je zasnoval most z dvema mostnima stolpoma, zgrajenima na stebrih. Osrednji razpon je bil razdeljen na dve enaki enoti ali lista, ki ju je bilo mogoče dvigniti, kar je omogočilo prehod rečnega prometa. Dva stranska razpona sta bila viseča mostova, s palicami, zasidranimi na stebrih in skozi palice v zgornjih prehodih mostu.

### Gradnja
Gradnja se je začela leta 1886, temeljni kamen pa je položil 21. junija valižanski princ, in je trajala osem let. Glavni izvajalci so bili sir John Jackson (temelji), Armstrong, Mitchell and Company (hidravlika), William Webster in sir William Arrol & Co. Na gradbišču je delalo 432 ljudi; E. W. Crutwell je bil rezidenčni inženir za gradnjo.
Dva opornika, ki sta vsebovala več kot 71.123 t betona, sta bila potopljena v rečno strugo, da bi podprla gradnjo. Več kot 11.177 t jekla je bilo uporabljenih v ogrodju za stolpa (pilona) in pešpoti, ki so bili nato oblečeni v corwalski granit in portlandski kamen, da bi zaščitili osnovno jekleno konstrukcijo.
Jones je umrl leta 1887 in George D. Stevenson je prevzel projekt. Stevenson je zamenjal Jonesovo prvotno opečnato fasado z bolj okrašenim viktorijansko gotskim slogom, zaradi česar je most postal prepoznavna znamenitost in je bil namenjen uskladitvi mostu z bližnjim Londonskim Towrom. Skupni stroški gradnje so znašali 1.184.000 GBP (kar ustreza 143 milijonom GBP v letu 2021).

### Otvoritev
Tower Bridge sta 30. junija 1894 uradno odprla Valižanski princ in princesa Walesa. Otvoritvene slovesnosti so se udeležili lord Chamberlain, lord Carrington in notranji minister H. H. Asquith. Zakon parlamenta je določal, da mora biti vlačilec na postaji za pomoč plovilom v nevarnosti pri prečkanju mostu, zahteva, ki je ostala v veljavi do 1960-ih.
Most je povezoval Iron Gate na severnem bregu reke s Horselydown Lane na južnem – zdaj znan kot Tower Bridge Approach oziroma Tower Bridge Road. Dokler most ni bil odprt, je bila podzemna železnica Tower – 400 m proti zahodu – najkrajša pot za prečkanje reke od Tower Hilla do ulice Tooley Street v Southwarku. Podzemna železnica Tower Subway, odprta leta 1870, je bila med prvimi podzemnimi ('cevnimi') železnicami na svetu, vendar so jo po samo treh mesecih zaprli in ponovno odprli kot plačljivi predor za pešce. Ko je bil Tower Bridge odprt, se je večina peš prometa preusmerila na uporabo mostu, saj ni bilo cestnine za prehod. Ker je izgubil večino dohodka, so predor leta 1898 zaprli.
Visoke odprte poti med stolpoma so pridobile sloves prostitutk in žeparjev. Ker so bile dostopne le po stopnicah, so pešpoti le redko uporabljali in so jih zaprli leta 1910. Pešpot je bila ponovno odprta leta 1982 kot del razstave Tower Bridge.

### 20. stoletje
Med drugo svetovno vojno je bil Tower Bridge viden kot glavna prometna povezava do londonskega pristanišča in je bil posledično tarča sovražnikov. Leta 1940 je visok razpon neposredno zadel, prekinil hidravlični mehanizem in onemogočil delovanje mostu. Aprila 1941 je blizu mostu eksplodirala padalska mina, ki je povzročila resno škodo na dvigalu, stolpih in strojnici. Leta 1942 je bil nameščen še tretji motor, če bi obstoječe poškodoval sovražnik. To je bil horizontalni križni motor s 150 KM, ki ga je izdelal Vickers Armstrong Ltd. v svojih tovarnah Elswick v Newcastlu upon Tyne. Opremljen je bil z vztrajnikom s premerom 2,7 m in težo 9 ton, hitrost pa je bila regulirana na 30 vrt/min. Motor je postal odvečen, ko so leta 1974 posodobili preostanek sistema in ga je City of London Corporation podarila muzeju Forncett Industrial Steam.
Južni del mostu v londonskem okrožju Southwark je bil 6. decembra 1949 uvrščen med spomenike I. razreda. Preostanek mostu v londonskem okrožju Tower Hamlets je bil uvrščen na seznam 27. septembra 1973. Leta 1974 je bil prvotni pogonski mehanizem v veliki meri nadomeščen z novim elektrohidravličnim pogonskim sistemom, ki ga je zasnoval BHA Cromwell House, z originalnimi končnimi zobniki, ki jih poganjajo sodobni hidravlični motorji.
Leta 1982 se je odprla razstava Tower Bridge, ki je v stolpih dvojčkih mostu, dolgo zaprtih hodnikih na visokih nivojih in viktorijanskih strojnicah. V slednjem so še vedno originalni parni stroji in nekateri originalni hidravlični stroji.

### 21. stoletje
Most so leta 2000 zaprli za en mesec, da bi popravili dvigala in opravili drugo vzdrževanje. Vgrajen je bil računalniški sistem za daljinsko upravljanje dviganja in spuščanja vozišča. Vendar se je izkazalo, da je sistem nezanesljiv, kar je povzročilo, da je bil most v letu 2005 večkrat obtičal v odprtem ali zaprtem položaju, dokler niso zamenjali njegovih senzorjev.
Aprila 2008 so oblasti napovedale, da bo most prestal 4 milijone funtov vredno obnovo, ki bo trajala štiri leta. Delo je vključevalo odstranjevanje obstoječe barve do gole kovine in prebarvanje v modro in belo. Pred tem je bila barvna shema mostu iz leta 1977, ko je bil pobarvan v rdečo, belo in modro za srebrni jubilej kraljice Elizabete II. Njegove barve so bile pozneje obnovljene v modro in belo. Vsak odsek je bil zavit v gradbene odre in plastično folijo, da bi preprečili, da bi stara barva padla v Temzo in povzročila onesnaženje. Od sredine leta 2008 so izvajalci delali na četrtini mostu hkrati, da bi zmanjšali motnje, vendar so bile nekatere zapore cest neizogibne. Opravljeno delo naj bi stalo 25 let. Sredi leta 2009 je bila zaključena prenova notranjosti sprehajalne poti. Prenova štirih obesnih verig je bila zaključena marca 2010 z uporabo najsodobnejšega sistema premazov, ki je zahteval do šest različnih slojev barve. Sistem razsvetljave, ki temelji na RGB LED svetilkah, je bil nameščen, skrit v zgornjem ustroju mostu in pritrjen brez vrtanja, zaradi I. razreda mostu.
8. julija 2012 je bila v okviru olimpijskih iger v Londonu zahodna steza preoblikovana v 61 m skulpturo z živo glasbo britanskega skladatelja Samuela Bordolija. 30 klasičnih glasbenikov je bilo razporejenih po dolžini mostu 42 m nad Temzo za olimpijskimi krogi. Zvok je potoval nazaj in naprej po pešpoti in odmeval strukturo mostu.
Po olimpijskih igrah so bili obroči odstranjeni s Tower Bridgea in zamenjani z emblemom paraolimpijskih iger za poletne paraolimpijske igre 2012.
Leta 2016 je bil Tower Bridge zaprt za ves cestni promet od 1. oktobra do 30. decembra. To naj bi omogočilo izvedbo konstrukcijskih vzdrževalnih del na lesenem ogrodju, dvižnem mehanizmu in hidroizolaciji opečnih lokov na pristopih mostu. V tem času je bil most še odprt za vodni promet. Za pešce je bilo odprto vse razen treh vikendov, ko je deloval brezplačen trajekt.

## Oblikovanje

### Struktura
Most je dolg 240 m z dvema stolpoma, visokima po 65 m, zgrajenima na opornikih. Osrednji razpon 61 m med stolpoma je razdeljen na dve enaki plošči, ki ju je mogoče dvigniti do kota 86 stopinj, da omogočijo rečni promet. Plošči, ki tehtata več kot 1000 ton vsaka, imata protiutež, da zmanjšajo potrebno silo in omogočajo dvig v petih minutah.
Dva stranska razpona sta viseča mostova, vsak dolg 82 m, z obešenimi palicami, ki so zasidrane tako na opornikih kot skozi palice v zgornjih prehodih mostu. Poti za pešce so ob visoki plimi 44 m nad reko in dostopne z dvigali in stopnišči.
Na mostu je dimnik, ki je pobarvan tako, da izgleda kot svetilnik. Povezan je bil s kaminom v stražarnici, ki je bila na enem od stebrov mostu.

### Hidravlični sistem
Prvotni dvigalni mehanizem je poganjala voda pod pritiskom, shranjena v več hidravličnih akumulatorjih. Sistem je zasnoval in namestil Hamilton Owen Rendel, medtem ko je delal za Armstrong, Mitchell in Company iz Newcastle upon Tyne. Vodo pod tlakom 5,2 MPa je črpal v akumulatorje par stacionarnih parnih strojev. Vsak je poganjal črpalko sile iz zadnje batnice. Vsak akumulator je sestavljen iz 51 cm bata, ki nosi zelo veliko težo, da vzdržuje želeni tlak.
Celoten hidravlični sistem skupaj s sistemom plinske razsvetljave je postavil William Sugg & Co Ltd. Plinska razsvetljava je bila sprva z gorilniki z odprtim ognjem v lučeh, vendar je bila kmalu posodobljena na kasnejši sistem z žarilno nitko.
Leta 1974 je bil prvotni pogonski mehanizem v veliki meri nadomeščen z novim elektrohidravličnim pogonskim sistemom, ki ga je zasnovala BHA Cromwell House. Edini preostali deli starega sistema so končni zobniki, ki se prilegajo zobnim letvam na nihanjih in so jih poganjali hidravlični motorji in zobniki. Kot nova hidravlična tekočina se zdaj namesto vode uporablja olje.

### Signalizacija in nadzor
Prvotno je moral rečni promet, ki poteka pod mostom, upoštevati več pravil in signalov. Nadzor podnevi so zagotavljali rdeči semaforski signali, nameščeni na majhnih kontrolnih kabinah na obeh koncih obeh stebrov mostu. Ponoči so bile uporabljene barvne luči v obe smeri na obeh stebrih: dve rdeči luči, ki sta pokazali, da je most zaprt, in dve zeleni, da sta pokazali, da je odprt. V meglenem vremenu se je oglasil tudi gong.
Plovila, ki so peljala skozi most, so morala prikazati signale. Podnevi je bila črna krogla s premerom vsaj 0,61 m postavljena visoko navzgor, kjer jo je bilo mogoče videti. Nočni prehod je zahteval dve rdeči luči na istem mestu. Megleno vreme je zahtevalo večkratne zvoke ladijske parne piščalke. Če je bila na sredini vsake pešpoti obešena črna krogla (ali rdeča luč ponoči), je to pomenilo, da mostu ni mogoče odpreti. Ti signali so se ponovili približno 910 m dolvodno, na pomolu Cherry Garden, kjer so morali čolni, ki so morali prepluti most, dvigniti svoje signale/luči in zatrobiti, kot je bilo primerno, da so opozorili poveljnika mostu.
Nekateri krmilni mehanizmi za signalno opremo so bili ohranjeni in so shranjeni v muzeju Tower Bridgea.

## Razstava
Razstava Tower Bridge je v stolpih dvojčkih mostu, hodnikih na visoki ravni in viktorijanskih strojnicah. Uporablja filme, fotografije in interaktivne zaslone, da pojasni, zakaj in kako je bil zgrajen Tower Bridge. Obiskovalci lahko dostopajo do originalnih parnih strojev, ki so nekoč poganjali dvigala mostu in so nameščeni v stavbi blizu južnega konca mostu.
Razstava zaračuna vstopnino. Vhod je z zahodne strani krova mostu do severnega stolpa, od koder se obiskovalci z dvigalom povzpnejo na raven 4, preden prečkajo visoke hodnike do južnega stolpa. V stolpih in hodnikih je razstava o zgodovini mostu. Sprehajalne poti nudijo tudi pogled na mesto, Londonski Tower in Pool of London ter vključujejo del s steklenimi tlemi. Z južnega stolpa lahko obiskovalci obiščejo strojnice z originalnimi parnimi stroji, ki se nahajajo v ločeni stavbi poleg južnega pristopa k mostu.